# Yeşim Büber
Yeşim Büber (* 10. August 1977 in Aydın) ist eine türkische Schauspielerin.

## Leben und Karriere
Büber wurde am 10. August 1977 in Aydın geboren. Nach ihrer Grundschulzeit zog ihre Familie nach Istanbul und später nach Izmir. Dort begann sie ihre Karriere als Model für Werbespots und absolvierte eine Schauspielausbildung an der Schauspielschule von Can Gürzap.
Ihr Debüt gab sie 1996 in der Serie Bu Sevda Bitmez. Bekanntheit erlangte sie durch Rollen in Serien wie Aynalı Tahir, Zeynep und Kaybolan Yıllar. 2003 bekam Büber in dem Film İnşaat eine Hauptrolle. Für ihre Rolle erhielt sie den Sadri-Alışık-Preis. 2006 heiratete sie den Kameramann Mehmet Aksın. Nach der Geburt ihrer Zwillinge zog sich Büber weitgehend aus der Schauspielerei zurück.

## Filmografie (Auswahl)
- 1996: Bu Sevda Bitmez
- 1998: Zeynep
- 1998: Aynalı Tahir
- 2000: Dedelerimi Evlendirirken
- 2001: Nasıl Evde Kaldım
- 2003: Çaylak
- 2003: Kırık Ayna
- 2004: Üç Kişilik Aşk
- 2004: Arapsaçı
- 2006: Barda
- 2006: İspinozlar
- 2011: Zehirli Sarmasik
- 2012: Acayip Hikayeler
- 2014: İnşaat 2
- 2017: Siyah İnci